# Soumoy
Soumoy (en wallon Soûmwè) est une section de la commune belge de Cerfontaine située en Wallonie dans la province de Namur.
C'était une commune à part entière avant la fusion des communes de 1977.

## Étymologie
Le nom de Soumoy signifie terre boueuse et humide (l'origine des termes sulm et anis serait d'origine germanique).
D'après M. Hennuy, le nom viendrait d'un terme pré-celtique solm qui signifie « être sur et au bas des pentes, entre sommets et vallons » et d'une finale en « aing » ou « ain » qui ont souvent donné des noms de rivières. C'est aussi un endroit où il y a de nombreux ruisseaux.
Formes anciennes : Solmaim (1113), Somaing (1217), Somaing (1316), Soumaing (1380), Somaige (1383), Sommaing (1473), Soumaigne (1558) puis Soumois.

## Géographie
Le village est borné au nord par Daussois et Silenrieux, à l'est par Villers-Deux-Églises et Senzeilles, au sud par Cerfontaine et à l'ouest par Silenrieux ; elle est baignée par le ruisseau des Crawieux Prés, qui prend sa source à Villers-deux-Églises, qui passe par Senzeilles où il s'appelle le 'ruisseau de Senzeilles', pour devenir enfin, le 'ruisseau de Soumoy' avant de se jeter dans le pré-barrage de Falemprise. (Il était auparavant un affluent direct de l'Eau d'Heure à Falemprise).

## Évolution démographique
- Source: DGS, 1831 à 1970=recensements population, 1976= habitants au 31 décembre

## Histoire
Dès le Xe siècle, Soumoy faisait partie des villages de la famille Rumigny Florennes. Par hérédité, la seigneurie passa à la famille de Morialmé. C'est en 1113 qu'Arnould de Morialmé donne à Saint-Nicaise de Reims les ¾ des villages de Soumoy (Solmagne) et Senzeilles (Senzeley).Au XIIe siècle, la famille noble de Senzeilles (héritier de la famille de Morialmé) fonde une baronnie comprenant Senzeilles, Soumoy et Daussois.
En juin 1217, le sire de Senzeilles conclut avec l'abbaye St Nicaise de Reims un accord réglant leurs droits respectifs; c’est lui qui y exerce seul la haute justice et y perçoit la taille. À partir de 1352, les seigneurs de Soumoy issus de la famille de Senzeilles prendront le nom de « de Senzeilles Soumagne ». En juillet 1473, les États du Hainaut établissent que Sommaing (ou Soumoy), fief de Senzeilles, est terre hennuyère, mais ont des difficultés à y imposer leur fiscalité car le village prit son autonomie au temps moderne et devient « terre franche » à la fin du XVe siècle. À partir de 1502, la seigneurie passa par mariage à la famille de Glimes de Florennes et c'est le 9 décembre 1616 que Gabriel de Glimes, baron de Florennes, transfère la terre et seigneurie de Soumoy à Jacques de Robaulxqui bâtira bientôt un château dans le village à l'emplacement d'une ancienne demeure seigneuriale.
Le 16 ventôse an II (ou 6 mars 1794), les Autrichiens sont défaits par l'armée française des Ardennessur les hauteurs de Rowlè (à la limite de Senzeilles et Cerfontaine) : il semble que le Grand Bon Dieu (calvaire) a été élevé en souvenir de cette échauffourée.
À partir de la révolution française, la commune dépendit d'abord du département des Ardennes, puis de celui de Sambre et Meuse qui deviendra la province de Namur à l'époque des Pays-Bas.
À la fin de la période française (de 1813 à 1815), le village connut le retour des réquisitions et des troubles avec les armées alliées présentes dans la région (prussiens, anglais et autrichiens).
À la période hollandaise, on retiendra surtout l'échange de territoire entre Senzeilles et Soumoy: Révleumont qui appartenait à Soumoy contre une bande de terre à l'ouest du village de Senzeilles qui deviendra territoire de Soumoy.
Durant la guerre 14-18, de février à septembre 1918, Soumoy abrita un centre d'une école militaire allemande pour les jeunes recrues (600 à 900 soldats sont passés par Soumoy). Ils utilisaient les cartes géographiques de l'école comme cible.
Le 10 mai 1940, les Français établissent un hôpital de campagne dans la cour du château. Les allemands utiliseront aussi cet hôpital avec le personnel français dès leur arrivée dans la région. Trente soldats français, un soldat belge, treize soldats allemands et trois victimes civiles — des réfugiés — trouveront à cette époque la mort dans le village et y seront inhumés.
Lors de la contre offensive des Ardennes, le château redevient un hôpital militaire américain.

### Histoire religieuse
Soumoy faisait partie du diocèse et principauté de Liège jusqu'au concordat eu 15 juillet 1801. Depuis lors il fait partie du diocèse de Namur.
Le saint patron de la paroisse est saint André et l'église paroissiale date d'avant 1444 (année la plus ancienne où un curé est mentionné à Soumoy).

## Patrimoine et folklore

### Patrimoine architectural
- Eglise Saint-André. Edifice du XVIIe au XXe siècle. Le chœur est construit par Jacques de Robaulx et Françoise de Marets durant la 1re moitié du XVIIe siècle, c'était la chapelle castrale des seigneurs du lieu[18].
- Château et ferme des Robaulx de Soumoy. En 1616, la seigneurie est acquise par Jacques de Robaulx qui érigea probablement le château qui restera dans la famille jusqu'à la fin du XIXe siècle. L'ensemble du château date de la 1re moitié du XVIIe siècle[19].

### Folklore local

#### Marche Saint-André
Une marche folklorique de l'Entre-Sambre-et-Meuse sous le patronage de Saint-André s'organise tous les ans au village le dernier week-end du mois d'août.

#### Tradition de novembre: la passée des âmes
Depuis plus d’une centaine d’années a lieu début novembre la « passée des âmes » ou vente aux enchères au profit des âmes du purgatoire de divers produits (à l’origine, uniquement des légumes; actuellement, conserves, gâteaux et bouteilles de vin).
Flanqué d’un greffier, un commissaire-priseur propose aux acheteurs une bonne centaine de lots, le tout dans la bonne humeur et une ambiance bon enfant.
Si cette coutume était courante au siècle passé dans tous nos villages, on ne connaît plus que deux endroits dans la province de Namur où se déroule encore ladite vente : Soumoy, au centre du beau pays de Sambre-et-Meuse, et Annevoie, sur la Meuse namuroise.

#### Sur le patrimoine du village
- Le patrimoine monumental de la Belgique : Wallonie, vol. 9, t. 1 et 2 : Namur, Arrondissement de Philippeville, Liège, Pierre Mardaga, éditeur, 1982, 694 p. (ISBN 2-8021-0040-8)

Monographie :
- Body Jean-Philippe (2008) Soumoy, synthèse exhaustive sur le village de Soumoy : son histoire, sa géographie, ses institutions, son économie, sa culture et son folklore, sa vie religieuse... 373 p. .

Les brochures éditées par le centre d'archives et d'histoire de Soumoy
- Body Jean-Philippe, La paroisse de Soumoy et son église paroissiale depuis le XVe siècle, 2009, 62 p.
- Body Jean Philippe, La marche St André de Soumoy, 2012, 24 p.
- body Jean-Philippe, Le folklore de Soumoy, 2013, 28 p.
- Body Jean-Philippe, Les arbres remarquables et les sites d'intérêts biologiques, 2014, 36 p.
- Body Jean-Philippe, Les noms de lieu-dit du village, 2009, 18 p.
- Body Jean-Philippe, L'évolution de la population, 2011, 16 p.
- Body Jean-Philippe, La guerre 14-18, 2008, 20 p.
- Body Jean-Philippe, La guerre 40-45, 2009, 26 p.
- Body Jean-Philippe, Les élections et l'évolution politique à Soumoy, 2011, 28 p.
- Body Jean-Philippe, L'urbanisation et l'habitat de Soumoy, 2020, 23 p.
- Body Jean-Philippe, L'histoire du château et des seigneurs de Soumoy, 2020, 46 p.
- Body Jean-Philippe, L'exploitation du marbre rouge et la carrières, 2020, 3 p.
- Body Jean-Philippe, L'hydrographie et la domestication de l'eau à Soumoy, 2020, 23 p.
- Body Jean-Philippe, Les faits divers, 2020, 8 p.
- Body Jean-Philippe, L'enseignement, son personnel et les bâtiments, 2020, 23 p.
- Body Jean-Philippe, Les services sociaux à travers les siècles à Soumoy, 2020, 19 p.
- Body Jean-Philippe, Les associations et activités culturelles, 2020, 29 p.
- Body Jean-Philippe, Les clubs et activités sportives, 2020, 17 p.

Le Cercle d’Histoire du Musée de Cerfontaine a publié quelques cahiers sur le village :
- André Lépine, Soumoy à l’époque française (1793-1815). Soumoy en mai 1940, Chapitres du cahier no 30 Aux Sources de l’Eau d’Heure, pages 205-245, 1977.
- André Lépine, Soumoy 1914-1918 (avec la liste des combattants et leur photo), chapitre du cahier no 7, 48 pages, 1988; 2e édition : 2014 texte complété.
- André Lépine, Les conseils communaux de Soumoy, Cahier no 11, 24 pages, 1990.
- Victor Lejeune, La paroisse St-André de Soumoy, Cahier no 15, 36 pages, ill, 1992.
- Abbé Auguste Soupart, Histoire généalogique de la famille de Robaulx de Soumoy, Cahier no 43, 2 tomes; 105 pages, 1993
- André Lépine, L’état civil de Soumoy au 19e s., Cahier no 101, 23 pages, 1996.
- Jean Évariste, Les registres paroissiaux de Soumoy 1683-1796, Cahier no 105, 57 pages, 1997.
- Arthur Balle & André Lépine, La toponymie de Soumoy, Cahier no 155, 19 pages et 1 carte, 2007.
- André Lépine, Visite de l’église de Soumoy, Cahier no 162, 7 pages + plans, 2010.
- André Lépine Cerfontaine & Soumoy - Dramatiques d'hier, Cahier no 40, 40 pages, 1987.
- André Lépine, Silenrieux. Soumoy. Villers-deux-Églises - PG et déportés en Allemagne en 1940-1945, Cahier no 112, 27 pages, 1998.
- Abbé Auguste Soupart, Les seigneurs de Soumoy, Cahier no 115, 1999, avec d’autres articles.
- André Lépine, La passée des âmes (1992-2009), Cahier no 159, 210, 2010, avec d’autres articles.